# 66a edició dels Premis Sant Jordi de Cinematografia
La gala de la 66a edició dels Premis Sant Jordi de Cinematografia va tenir lloc el 26 d'abril de 2022 al Teatre Lliure. Fou presentada per Gemma Nierga i Sílvia Abril i amb fil conductor la cinematografia de Carlos Saura. Hi van actuar Chanel i Gonzalo Hermida.
El 7 de febrer de 2022 el jurat del premi, presidit per Conxita Casanoves, amb Daniel Gómez com a secretari i format per Oti Rodríguez Marchante (diari ABC), Núria Vidal i Àlex Montoya (Cartellera de BTV), Astrid Messeguer (La Vanguardia), Jordi Picatoste (freelance), Gerardo Sánchez, Joan Vila i Daniel Gómez (TVE) i Yolanda Flores (RNE), va fer pública la llista dels guardonats. Com a novetat d'aquest any RTVE establirà un sistema de vot digital a través del web de Ràdio 4 per facilitar el vot dels oients a les populars Roses de Sant Jordi. El premi a la indústria fou reconegut a Enrique Cerezo. El 30 de març es va donar a conèixer que el premi a la trajectòria seria per Carlos Saura.

## Premis Sant Jordi

### Premis competitius
| Categoria                              | Premiat              | Labor premiada       |
| -------------------------------------- | -------------------- | -------------------- |
| Millor pel·lícula espanyola            | Love Gets a Room     | Pel·lícula           |
| Millor actor en pel·lícula espanyola   | Javier Bardem        | El buen patrón.      |
| Millor actriu en pel·lícula espanyola  | Tamara Casellas      | Ama                  |
| Millor opera prima                     | Juanjo Giménez Peña  | Tres                 |
| Millor pel·lícula estrangera           | Quo Vadis, Aida?     | Pel·lícula           |
| Millor actor en película estrangera    | Benedict Cumberbatch | The Power of the Dog |
| Millor actriu en pel·lícula estrangera | Ariana DeBose        | West Side Story      |

### Premis honorífics
| Categoria                       | Premiat                       | Labor premiada |
| ------------------------------- | ----------------------------- | -------------- |
| Premi de la indústria           | Enrique Cerezo                |                |
| Premi especial a la trajectòria | Carlos Saura Antonio Banderas | -              |
| Premi d'honor                   | Oliver Stone                  | -              |

## Roses de Sant Jordi
Els guanyadors dels premis es van donara conèixer el 17 de març de 2022.
| Categoria                    | Premiada        |
| ---------------------------- | --------------- |
| Millor pel·lícula espanyola  | Maixabel        |
| Millor pel·lícula estrangera | Una altra ronda |